# Nexar Antonio Flores
Nexar Antonio Flores (Esmeraldas, 28 de julio de 1978) es un estilista y maquillador ecuatoriano nacionalizado finlandés que ha aparecido en programas de televisión de celebridades y reality shows. Saltó a la vida pública en 2012 como esposo del candidato presidencial finlandés Pekka Haavisto.

## Biografía
Nació el 28 de julio de 1978 en Esmeraldas, en la provincia del mismo nombre. A los 15 años de edad le confesó a su madre su homosexualidad y debido a la falta de aceptación se mudó al año siguiente a casa de una tía en Quito, donde inició estudios como contador público.
A los 18 años se trasladó a Bogotá y empezó a trabajar como estilista en una peluquería. En 1997, cuando contaba con 19 años, conoció en una discoteca al político finlandés Pekka Haavisto, quien en ese entonces era ministro de ambiente de su país, e inició una relación amorosa con él, lo que lo llevó posteriormente a mudarse a Finlandia. La pareja registró su unión civil en 2002.
Tras mudarse a Europa, Flores se educó en Gran Bretaña como asistente de vuelo en Ryanair y en Finlandia como asistente de medios en Omnia, la asociación educativa de la región de Espoo  y como diseñador de ropa en la Escuela de Diseño de Helsinki. Fue premiado como estudiante adulto del año 2022 en Omnia. En Finlandia, trabajó como estilista en varias producciones televisivas y apareció en varios programas de televisión y películas.[cita requerida]
En 2012, Flores concursó en la edición finlandesa del programa de televisión Bailando con las estrellas y tuvo como pareja de baile a Disa Kortelainen. La pareja terminó segunda en la competencia.
En la primavera de 2022 participó en Soy una celebridad... ¡Déjame salir!, un programa de televisión que se filmó en Argentina.
En el programa televisivo Farmi Suomi, filmado en el otoño de 2022, Flores compitió junto con otros 12 concursantes en una granja ubicada en Pieksämäki. 
En noviembre de 2023, abrió en Helsinki un salón de belleza con el nombre House of Flores.

## Filmografía

### Televisión
- Bailando con las estrellas
- Soy una celebridad... ¡Déjame salir!
- Farmi Suomi